# Torquatella dissimilis
Torquatella dissimilis är en mossdjursart som först beskrevs av Osburn 1952.  Torquatella dissimilis ingår i släktet Torquatella och familjen Torquatellidae. Inga underarter finns listade i Catalogue of Life.